# 주실레이
주실레이 다 시우바(포르투갈어: Jucilei da Silva, 1988년 4월 6일 ~ )는 주실레이로 불리는 브라질의 축구 선수이다. 현재 캄페오나투 카리오카의 보아비스타 SC에서 활약 중이며 포지션은 중앙 미드필더이다.

## 축구인 경력

### 클럽 경력
J.말루셀리를 거쳐 2009년 브라질의 명문 클럽 코린치앙스로 이적하였으며, 5월 10일 인테르나시오나우와의 경기에서 데뷔전을 치렀다.
2011년 2월 1,000만 유로에 이르는 이적료에 러시아의 안지 마하치칼라로 이적하였다. 안지에서 3년 간 리그와 대륙 대회 등 모든 대회를 통틀어 99경기에 출전하였다.
2015년 1월 알자지라로 이적하였으며, 팔레스타인 시민권을 취득하여 아시아 쿼터 선수로 분류되었다. 2015년 6월 아시아 쿼터로 산둥 루넝으로 이적하였다.

### 국가대표 경력
2010년 7월 26일 마누 메네지스 감독이 이끄는 브라질 국가대표팀에 소집되었다.